# Charitopsis
Charitopsis is een geslacht van vliesvleugeligen uit de familie Encyrtidae. De wetenschappelijke naam van dit geslacht is voor het eerst geldig gepubliceerd in 1969 door Trjapitzin.

## Soorten
Het geslacht Charitopsis is monotypisch en omvat slechts de volgende soort:
- Charitopsis laticornis (Trjapitzin, 1964)